# Panoramaturm Pleigne
Der Panoramaturm Pleigne befindet sich in der Gemeinde Pleigne im Kanton Jura.

## Entstehung
2008 wurde der Aussichtsturm erstellt. 

## Situation
Der in Holzkonstruktion erstellte Turm ist ca. 9,5 Meter hoch. 40 Treppenstufen führen zur Aussichtsplattform in 8 Meter Höhe.
Von der Plattform aus bietet sich eine Aussicht über die diversen Hügel des Juras.
Von Pleigne erreicht man den Aussichtsturm in ca. 5 Minuten.

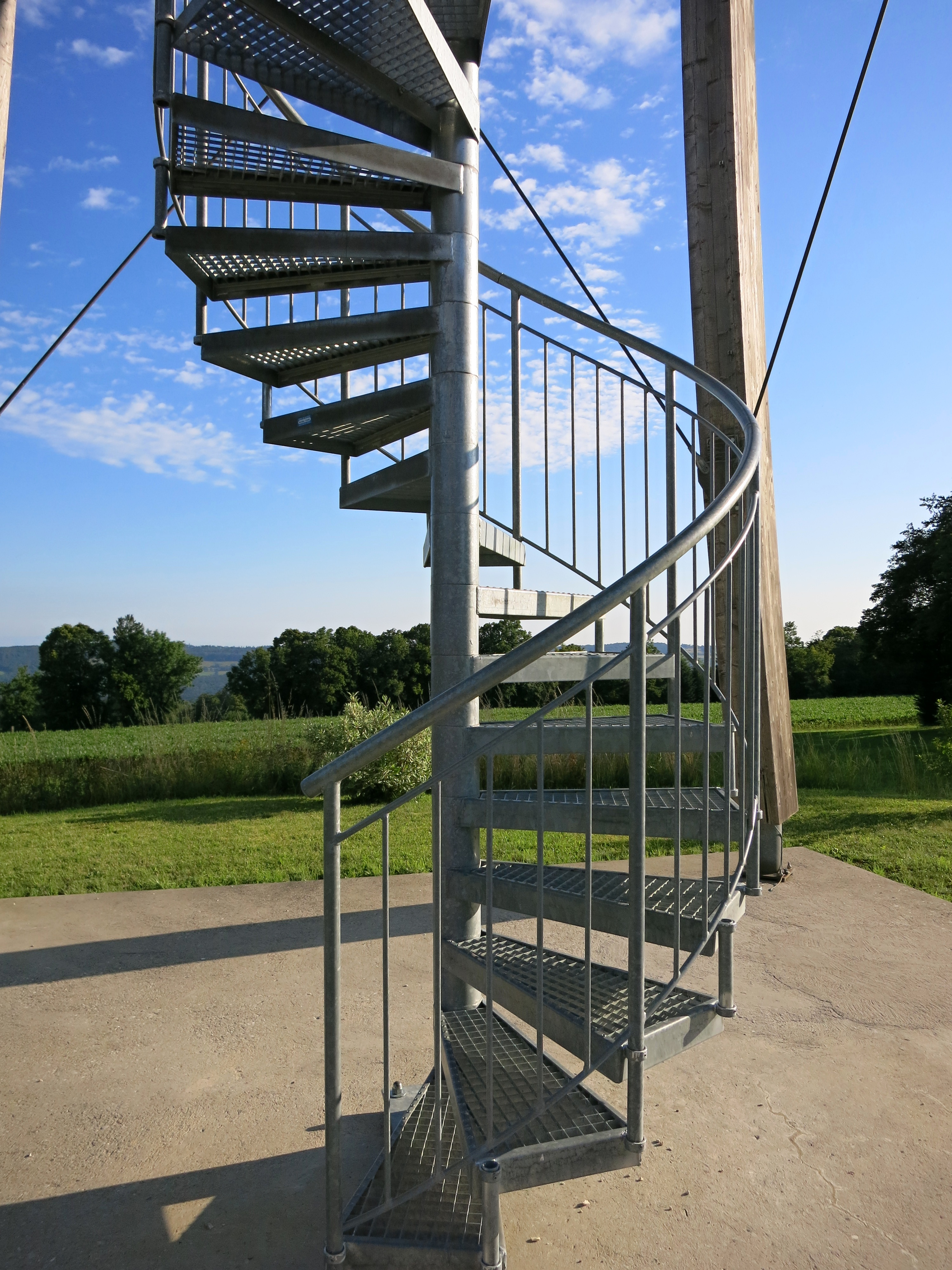
Treppen
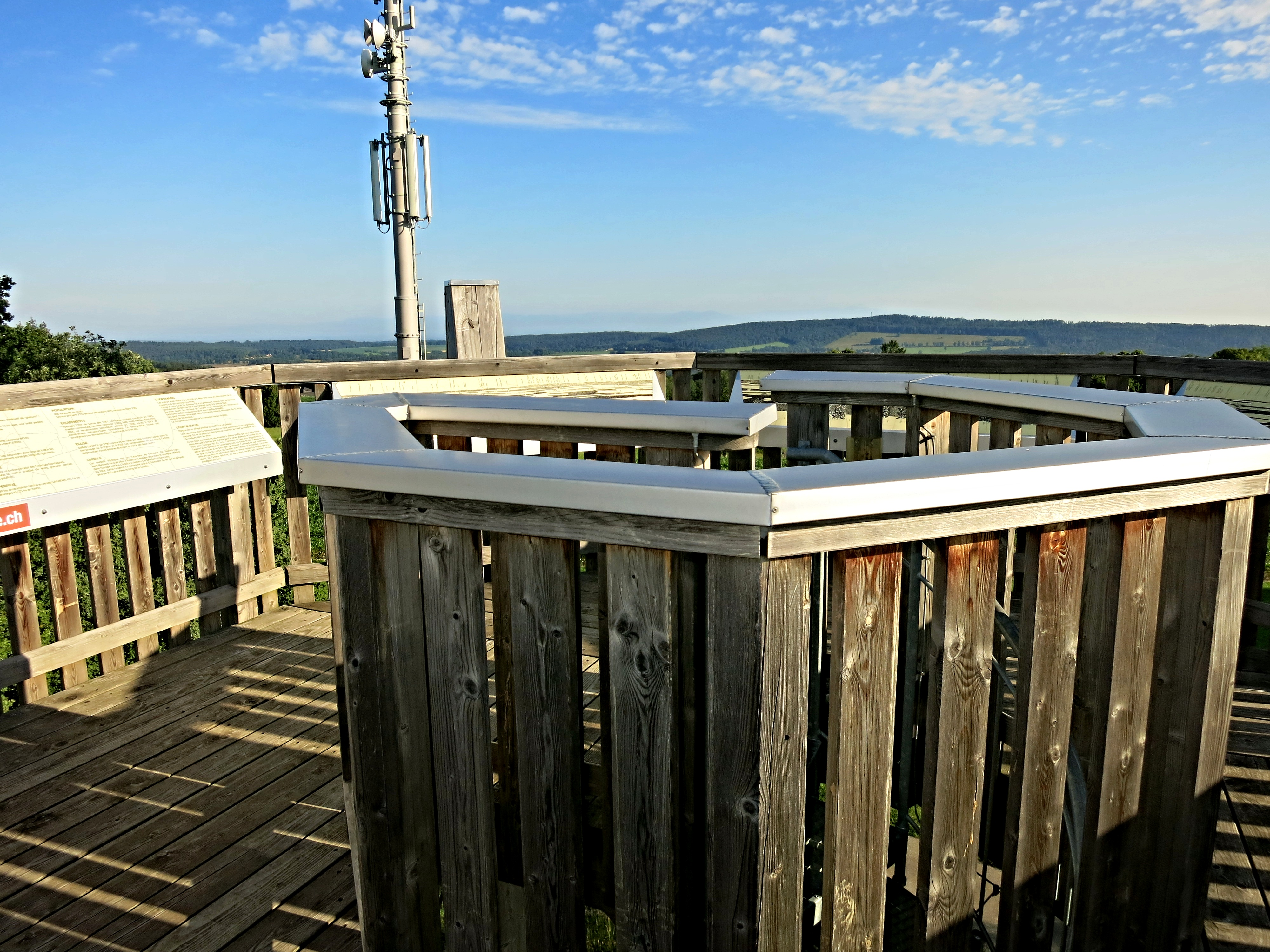
Aussichtsplattform